# Années 1220
Les années 1220 couvrent la période de 1220 à 1229.

## Événements
- 1219-1227 : poursuite des conquêtes mongoles : Khwarezm (1219-1221), Iran, Azerbaïdjan, Géorgie (1221), Chine des Xia (1226-1227)[1].
- 1221 : en Inde, les attaques mongoles sont repoussées par le sultan de Delhi Iltutmish[2].
- 1221-1224 : la capitale maya Chichén Itzá est abandonnée après une période de guerre civile et de révolution des nobles et une nouvelle capitale est construite à Mayapan, protégée par plusieurs kilomètres de murailles[3].
- 1221-1259 : règne de Dounama Dibalami sur le royaume de Kanem (Tchad) ; il établit sa domination jusqu’au Fezzan et au Ouadaï à l'est et jusqu'au Niger à l'ouest[4].
- 1222 : rédaction de la charte du Manden, promulguée à l'avènement de Sundjata Keïta, fondateur de l'Empire du Mali en 1236. Elle abolit l'esclavage au Mali[5].
- 1223-1127 : brouille entre les émirs ayyoubides Al-Mu'azzam d’une part et Al-Kâmil et Al-Ashraf d’autre part. Le premier s’allie aux Khoarismiens, tandis que les seconds appellent l’empereur Frédéric II. La mort de Al-Mu'azzam évite la guerre civile[6].
- 1224-1225 : reconquête du Khwarezm par Jalal ad-Din. Il se rend maître du Kerman, du Fars, d’Ispahan et de Tabriz puis envahit la Géorgie[7]. Il entreprend une guerre contre les pays musulmans voisins (califat de Bagdad, sultanat de Rum, etc.) mais est battu à Erzincan en 1230[8].
- 1225 : la dynastie Trần remplace la dynastie Lý au Viêt Nam[9].
- 1227 : mort de Gengis Khan et partage l'empire mongol entre ses quatre fils Djötchi, Djaghataï, Ögödei et Tolui[1].
- 1228 : indépendance des Hafsides en Ifriqiya vis-à-vis des Almohades[10].
- 1228-1229 : sixième croisade conduite par l’empereur Frédéric II qui conclut un accord avec Al-Kâmil pour la restitution de Jérusalem, Bethléem et Nazareth[11].

### Europe
- Années 1220-1230 : généralisation du régime de la podestatie dans les communes italiennes[12].
- 1220-1262 : « Âge des Sturlungar » en Islande, du nom de la famille la plus puissante de l’époque[13]. Les réformes ecclésiastiques deviennent plus profondes et agissent sur le corps social, provoquant des réactions. L’individualisme s’affirme. Les Grands jouent un rôle croissant et s’affrontent en luttes fratricides malgré la pression norvégienne. L’Islande compte de 80 000 à 100 000 habitants.
- 1220 : status de l'école de médecine de Montpellier ; sous l’impulsion de Juifs chassés d’Andalousie, la ville devient un centre d’études médicales, puis juridiques[14].
- Vers 1221-1235 : Robert Grosseteste dirige l’université d'Oxford, qui se développe[15].
- 1222-1223 : premiers raids mongols en Russie, menés par Djebé et Subötaï. Ils ne s’y maintiennent pas, mais le choc suffit à ruiner les principautés russes et à soustraire le pays aux influences européennes[16].
- 1220-1223 : les ordres mendiants arrivent dans le monde grec ; franciscains (1220) et dominicains (1223) s'installent à Constantinople[17].
- 1224 : création de l'université de Naples[18].
- 1226 : les chevaliers Teutoniques créent un État monastico-militaire indépendant du Saint-Empire[19]. Ils élisent à vie un grand maître qui a rang de prince d’empire et gouverne entouré de cinq dignitaires. Le pays est divisé en vingt districts, bailliages à la tête desquels se trouve un commandeur qui veille à ce que les paysans serfs remplissent leurs obligations. L’ordre, qui peut constamment recruter en Allemagne et en Italie, devient une des premières puissances militaires européennes. Des paysans allemands occupent les régions dont la population a été chassée ou tuée. Des contacts commerciaux sont établis avec la Hanse à partir d’Elbing[20].
- 1226-1229 : seconde croisade des Albigeois. Blanche de Castille annexe le Bas-Languedoc à la couronne de France (1229)[21].
- 1227 : après leur défaite à Bornhöved, les Danois conservent l’Estonie du Nord, tandis que le reste est divisé entre les chevaliers porte-glaives et les évêchés de Dorpat (Tartu) et d’Ösel-Wieck (Arenburg)[22].
- 1229 : fondation de l'université de Toulouse[23].

## Personnages significatifs
- Al-Kamel - Albert de Buxhoeveden - André II de Hongrie - Bérengère de Castille - Blanche de Castille - Dōgen - Frédéric II du Saint-Empire - Gengis Khan - Go-Toba - Grégoire IX - Honorius III - Robert Grossetête -Îltutmish - Jacques Ier d'Aragon - Jean de Brienne - Håkon IV de Norvège - Henri III d'Angleterre - Jalal ad-Din - Léopold VI d'Autriche - Louis le Lion - Ögödei - Pierre Mauclerc - Raymond VII de Toulouse - Robert de Courtenay (empereur latin de Constantinople) - Soundiata Keïta - Valdemar II de Danemark